# Rågvakt (film)
Rågvakt är en svensk TV-film från 1974, skriven och regisserad av Göran Bohman. Filmen bygger på Moa Martinsons roman med samma namn från 1935. I rollerna ses bland andra Christina Evers, Leif Grönvall och Ernst Günther.

## Rollista
- Christina Evers – Karin
- Leif Grönvall – Hand
- Ernst Günther – fadern (röst)
- Krister Hell – Boy
- Bo Larsson – fiolspelare
- Maj-Britt Lindholm – kvinna
- Rolf Nordström
- Tord Peterson
- Sif Ruud – äldre kvinna
- Arne Tolgraven – Hand

## Om filmen
Rågvakt fotades av Ralph M. Evers och premiärvisades på julafton 1974.